# Zjednoczeni Demokraci (Cypr)
Zjednoczeni Demokraci, ED, EDI (gr. Ενωμένοι Δημοκράτες) – liberalna partia polityczna na Cyprze. Została założona w 1993 roku jako Ruch na rzecz Wolnych Demokratów przez ówczesnego prezydenta George Vasiliou. Pod obecną nazwą partia działa od 1996 roku. Obecnym liderem partii jest Praxoula Antoniadou.
Obecnie Zjednoczeni Demokraci nie posiadają żadnego mandatu w Izbie Reprezentantów, ani w Parlamencie Europejskim.

## Liderzy Partii
- 1996–2005 George Vasiliou
- 2005–2007 Michalis Papapetrou
- 2007-nadal Praxoula Antoniadou

## Wyniki wyborów parlamentarnych
Zjednoczeni Demokraci brali udział w dwóch ostatnich wyborach do Izby Reprezentantów. W obecnej kadencji w Izbie Reprezentantów nie zasiada żaden przedstawiciel ED.
| Wybory | Procent głosów | Liczba mandatów | +/− |
| ------ | -------------- | --------------- | --- |
| 2001   | 2,59%          | 1               | –   |
| 2006   | 1,56%          | 0               | -1  |

## Wyniki wyborów do Parlamentu Europejskiego
Zjednoczeni Demokraci brali udział w pierwszych wyborach do Parlamentu Europejskiego, w których zajęli szóste miejsce i nie zdobyli żadnego mandatu.
| Wybory | Procent głosów | Liczba mandatów | +/− |
| ------ | -------------- | --------------- | --- |
| 2004   | 1,95%          | 0               | –   |
| 2009   |                |                 |     |